# Kat
För andra betydelser, se Kat (olika betydelser).
Kat (Catha edulis), även stavat khat, qat, chat eller kallad jaad, herari, mirra,  är en städsegrön gömfröväxt som förekommer naturligt i stora delar av östra Afrika och på Arabiska halvöns södra delar. Ursprungslandet tros vara Etiopien. Det är den enda arten i släktet Catha.
Den växer som en buske eller som ett mindre träd på tre till sex meter. Växten har slät, svagt gråbrun bark; kronan är en aning cypressaktig med förgreningar längs hela stammen. Bladen är 4–8 centimeter långa och som unga brunröda och glansiga. Med tiden blir de läderartade. Blommorna är små och vita och frukten avlång, mörkbrun och innehåller 1–3 frön.
Kat innehåller katinon och katin som är centralstimulerande och har stora likheter med amfetamin. Drogen är narkotikaklassad i Sverige, och ingår i förteckning I, vilket innebär "narkotika som normalt inte har medicinsk användning", men finns för närvarande inte upptaget i förteckningarna i någon av de internationella narkotikakonventionerna. År 2008 var kat olaglig i de flesta EU-länder.

## Bruk

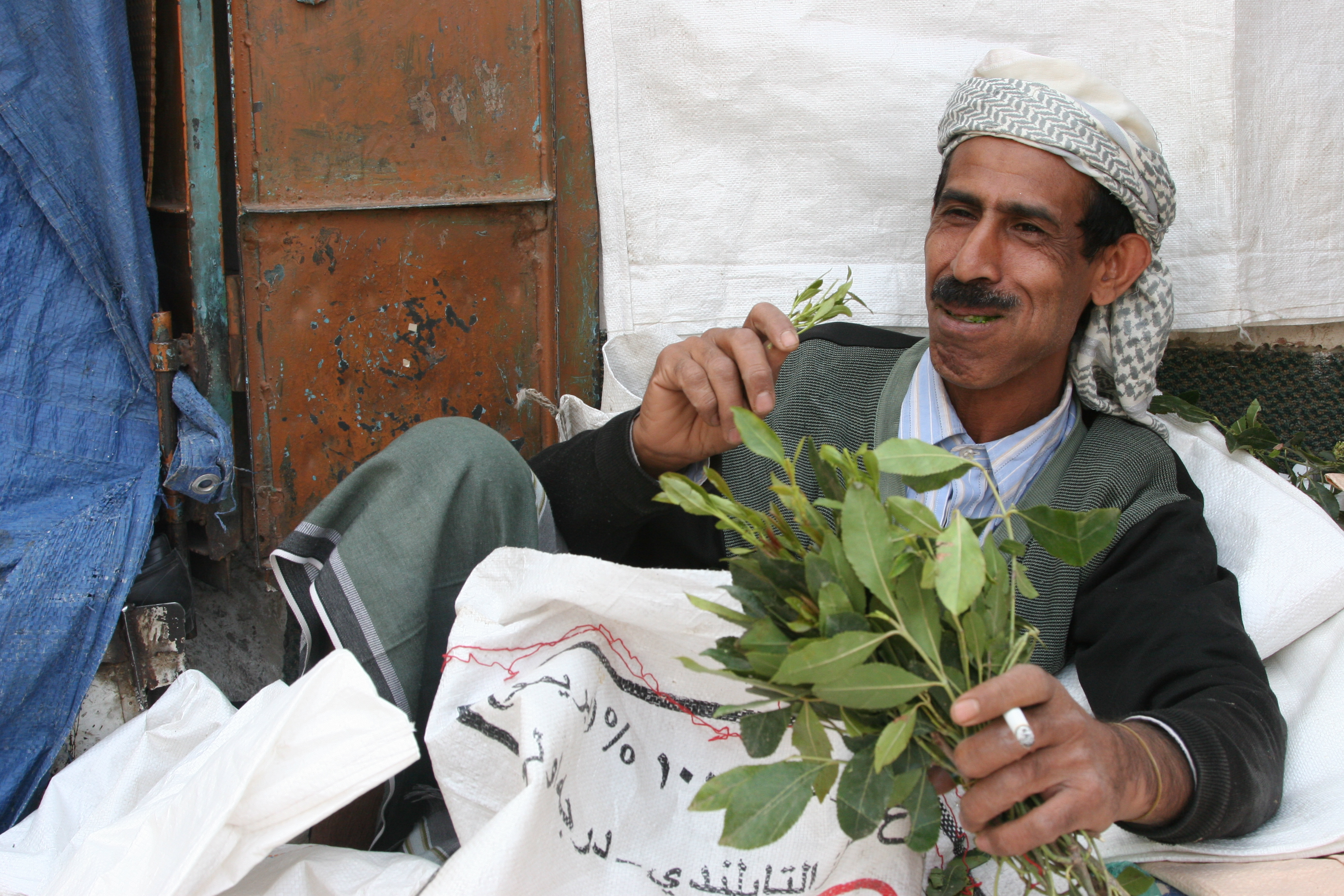
En man i Jemen som tuggar kat.

Kat har i många århundraden odlats på Afrikas Horn och den Arabiska halvön för dess rusningseffekter. Där har drogen använts längre än kaffe, men i liknande sociala sammanhang. Till västvärlden kom drogen först på slutet av 1980-talet, och den narkotikaklassades i Sverige 1989. I Storbritannien är kat förbjudet sedan 2014. 
I odlingsområdet används drogen av människor från alla religioner och samhällsklasser, även om Etiopisk-ortodoxa kyrkan (och dess eritreiska motsvarighet) har förbjudit kristna att göra det. I Jemen tuggar 60 % av männen och 35 % av kvinnorna kat dagligen.
För distribution och försäljning plockas kvistar med blad och binds ihop i buntar om cirka 300 g, som kallas marduuft. En sådan bunt, ofta uppdelad i småbuntar om cirka 25 g, utgör en dagsdos för en brukare. En sådan liten bunt tuggas i ungefär en halv timme, och saliven sväljs. Detta innebär att tuggandet pågår i 5–12 timmar per dygn.
För att hålla buntarna fuktiga och färska under transporter, som inte får överstiga fem dygn, lindas de in i bananblad eller läggs i plastpåsar. Tuggandet har en social aspekt och till exempel i Jemen kan man anordna ett katparty utan annan särskild anledning än att bara prata och vara tillsammans. Tuggar gör man mestadels hemma privat, handlarna tuggar i sina butiker eller salustånd, taxichaufförerna i sina bilar och eftermiddagsarbetarna på sina arbetsplatser. Den kat man tuggar sväljs inte utan lagras som bollar i kinderna. Det är endast saften som kommer ned i magen och därför dricker man mycket hela tiden. Användandet kan liknas vid tuggandet av kokablad i Sydamerika.
För att kunna försörja sig har allt fler bönder börjat odla kat till följd av att priset på kaffe har sjunkit.

## Effekter

Kat är relativt ofarligt i jämförelse med andra droger, enligt tidskriften The Lancet.

Växtens färska blad och späda kvistar tuggas, eller torkas och kokas till "abessinskt te", för dess milt euforiska och exalterande effekter. Man blir pratglad och pigg, men kat ökar också pulsen, kroppstemperaturen och blodtrycket, dämpar aptiten och orsakar förstoppning. Vid höga doser kan man bli "seg" och hallucinera. Förvirring och rastlöshet kan uppstå, och brukaren kan tappa omdömet och bli retlig och aggressiv. Brukaren blir törstig, får förstorade pupiller och kan drabbas av förföljelsetankar. Kat kan ge skador på kroppen bland annat magkatarr, leverskador, tandlossning samt avmagring som följd av den minskade aptiten. Andra bieffekter är ångest, depression, sömnsvårigheter och störda sexuella funktioner; i svårare fall impotens.

## I världen
År 2008 var kat olaglig i de flesta EU-länder.

### Danmark
Kat förbjöds i Danmark år 1993.

### Finland
Kat började föras in i Finland av invandrare från Östafrika. Myndigheter i Finland uppskattade år 2008 antalet aktiva användare till några få hundra. Under åren 2000–2008 tiodubblades beslagen av kat. År 2007 beslagtogs 3283 kg kat, vilket enligt myndigheter motsvarar 10 000 doser. De flesta beslagen gjordes vid flygplatser. Smugglarna, vilka till största delen är utländska medborgare, får oftast böter och blir utvisade ifrån Finland samma dag.

### Kanada
I Kanada förbjöds införsel, export och handel med kat år 1997.

### Nederländerna
Nederländerna förbjöd kat år 2012 och fungerade fram till dess som inkörsport till Europa.

### Norge
| Mängden kat beslagtagen i Norge |
| ------------------------------- |
| Källa: Tollvesenet 2011         |

Kat förbjöds i Norge år 1989.
År 2006 uppskattade Rusmiddeletatens kompetansesenter i Oslo att 50-70% av somaliska män i huvudstaden brukade kat regelbundet. Polisen har sporadiskt genomfört aktioner mot ställen där kat brukas och handlas, men i regel har verksamheten uppstått på annan ort dagen efter.
Sommaren 2016 gjorde tullen ett beslag på 225 kg torkad kat på Gardermoen flygplats, det dittills enskilt största dittills.

### Storbritannien
Storbritannien förbjöd kat år 2014 och fungerade fram till dess som inkörsport till Europa.

### Sverige
Kat förbjöds i Sverige år 1989.

| Mängden kat beslagtagen i Sverige               |
| ----------------------------------------------- |
| Källa Polismyndigheten och Tullverket i Sverige |

Kat missbrukas av etniska minoriteter och till huvuddelen av somalier i Sverige. Geografiskt förekommer kat övervägande i socialt utsatta områden där personer med ursprung i Afrikas horn bosatt sig, som Järva i Stockholm och Vivalla i Örebro. Vivalla utgör en knutpunkt för kathandeln. Kat smugglas från delar av Sverige till Norge. Smugglarnätverk som hanterar kat brukar inte smuggla andra droger. Smugglare med kat reser med flyg från Etiopien, vilket resulterar i en hög grad av direktinförsel till Sverige.
Till Sverige smugglas kat med kurirer i huvudsak längs två vägar: Från Storbritannien till Västkusten, och från Nederländerna via Danmark till Skåne. Distributionen är välorganiserad, vilket är ett måste med tanke på den korta hållbarhetstiden. Man har beräknat att det varje dygn passerar mellan 1 och 2 ton kat över gränsen mellan Tyskland och Danmark.
I Sverige har tidigare kvantiteter över 400 kg krävts för att klassas som grovt narkotikabrott, men rättspraxis pekar mot en betydande sänkning av den gränsen. Nyligen har gränsen för grovt narkotikabrott sänkts till 200 kg. Åklagarmyndighetens Utvecklingscentrum har fått i uppdrag att utreda frågan om nya riktlinjer för rättspraxis härvidlag.[källa behövs]